# Bill Stealey
John Wilburn „Wild Bill“ Stealey (* 1947) ist ein US-amerikanischer Unternehmer. Der ehemalige Kampfpilot der United States Air Force ist derzeit Vorstandsvorsitzender von iEntertainment Network. Bekannt wurde er als Mitgründer des Spiele-Softwareherstellers MicroProse.

## Leben
Stealey gründete 1982 gemeinsam mit dem Programmierer Sid Meier MicroProse. Während Sid Meier für die Entwicklung einer Reihe innovativer und genrebegründender Spielesoftware (u. a.: F-15 Strike Eagle, Pirates!, Railroad Tycoon, Civilization, Silent Service, Gunship) verantwortlich war, kümmerte sich Stealey um die Vermarktung und Produktion. Seinen Dienst in der Air Force quittierte er im Dienstgrad eines Oberstleutnants. Im Verkaufsgeschäft fiel „Wild Bill“ durch exzentrisches und extrovertiertes Auftreten auf. So lud er zum Beispiel Journalisten zu halsbrecherischen Rundflügen in seinem privaten Kampfjet ein und brachte zur Messevorführung seiner Panzer-Software „M1 Abrams“ gleich das Originalgefährt mit. Nach zahlreichen erfolgreichen Spieleproduktionen wurde MicroProse 1993 an den Konkurrenten Spectrum HoloByte (u. a.: Falcon, Tetris) verkauft.
1995 gründete er das Software-Unternehmen Interactive Magic, das heute unter dem Namen iEntertainment Network bekannt ist. 1999 verließ er das Unternehmen, als der Israeli Jacob Agam als Geschäftsführer von Vertical Financial Holdings, die zu der Zeit Hauptanteilseigner bei iEN war, die Unternehmensleitung übernahm. Auf Wunsch des Unternehmens kehrte er aber 2002 wieder als Vorstandsvorsitzender zurück.